# Ryazan (tỉnh)
Ryazan Oblast (tiếng Nga:Ряза́нская о́бласть, Ryazanskaya oblast) là một chủ thể liên bang của Nga (một tỉnh). Trung tâm hành chính là thành phố Ryazan. Tỉnh có dân số 1,154,231 (Điều tra dân số 2010).
Tỉnh Ryazan giáp với Vladimir Oblast (bắc), Nizhny Novgorod Oblast (đông bắc), Cộng hòa Mordovia (đông), Penza Oblast (đông nam), Tambov Oblast (nam), Lipetsk Oblast (tây nam), Tula Oblast (tây), và Moscow Oblast (tây bắc).

## Liên kết
Tư liệu liên quan tới Ryazan Oblast tại Wikimedia Commons
- (tiếng Nga) Trang mạng chính thức của Ryazan Oblast

Bản mẫu:Tỉnh Ryazan